# Лаг-Сурен
Лаг-Сурен (нід. Laag-Soeren) — село в нідерландській провінції Гелдерланд. Входить до муніципалітету Реден.
Перша згадка про населений пункт датується серединою 19-го сторіччя. Протягом тривалого часу було спа-курортом.

## Галерея

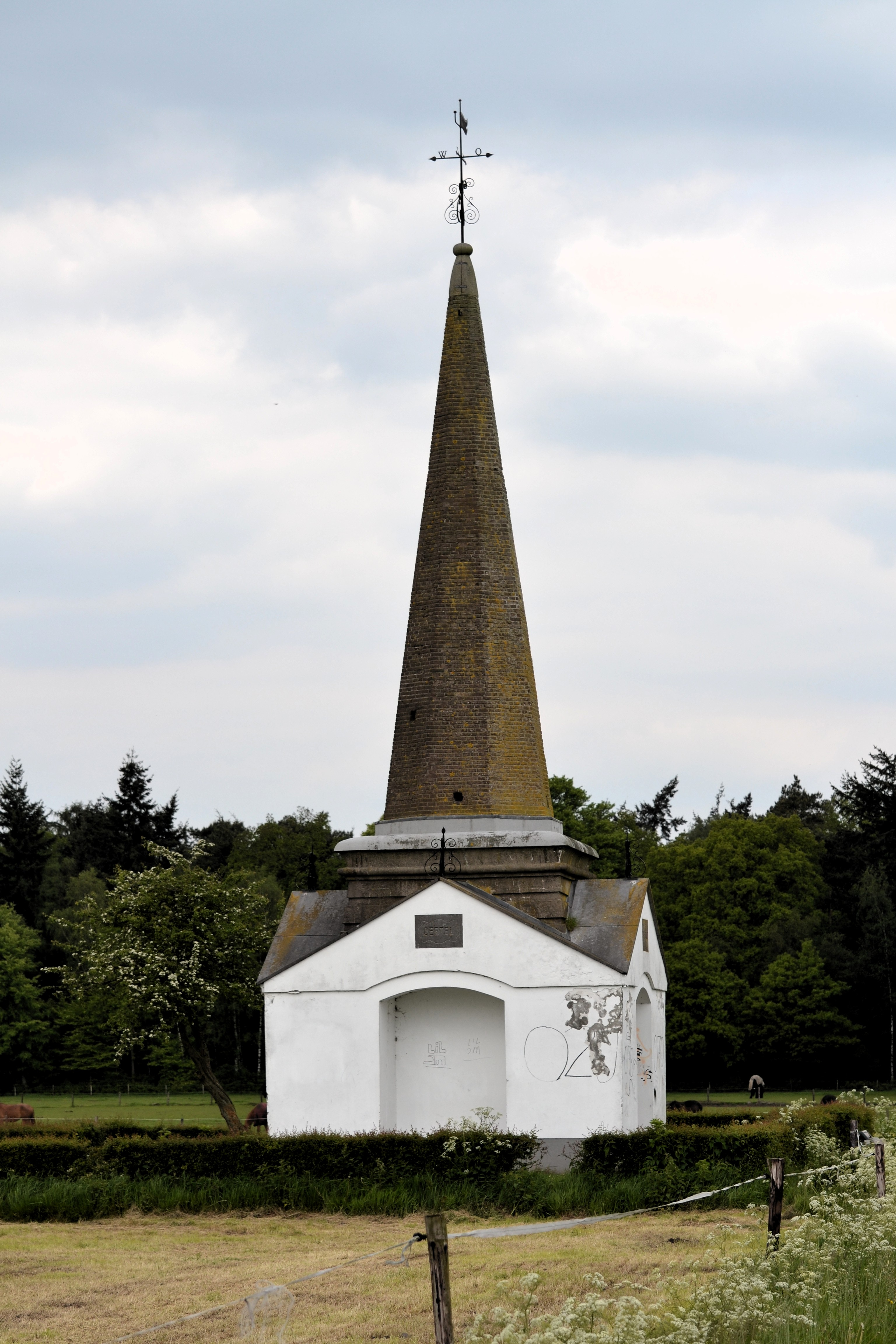
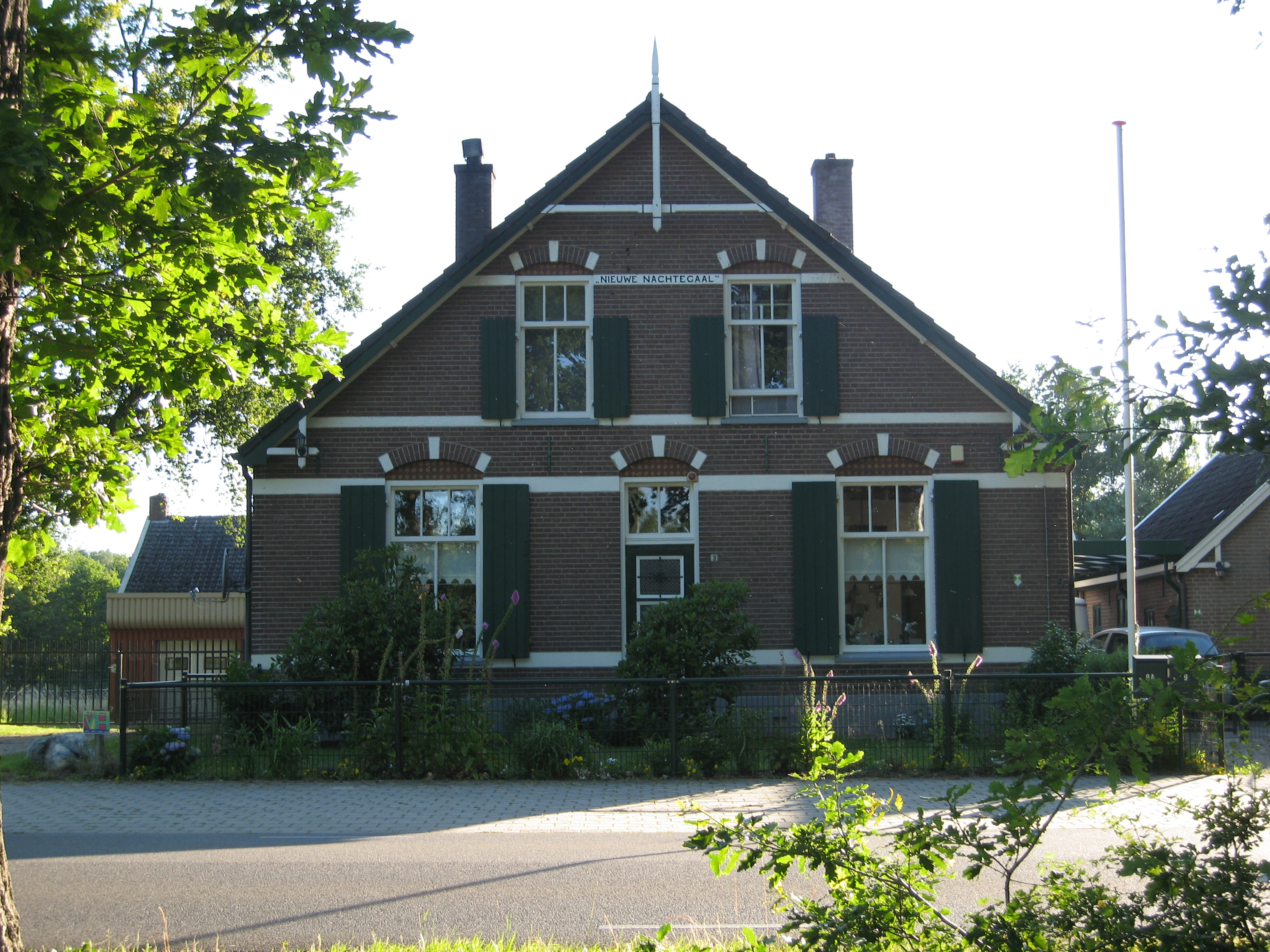
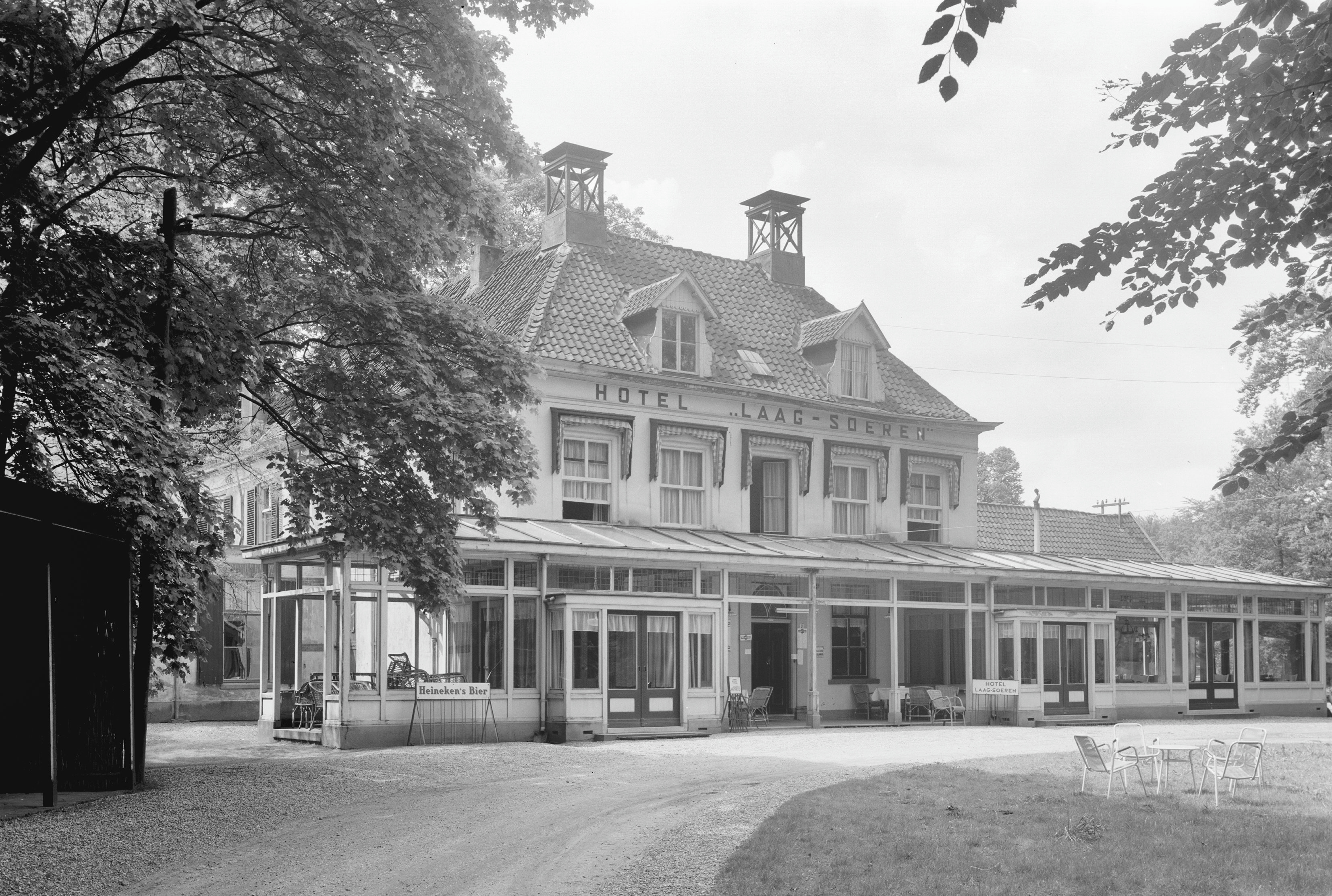
Колишня будівля готелю
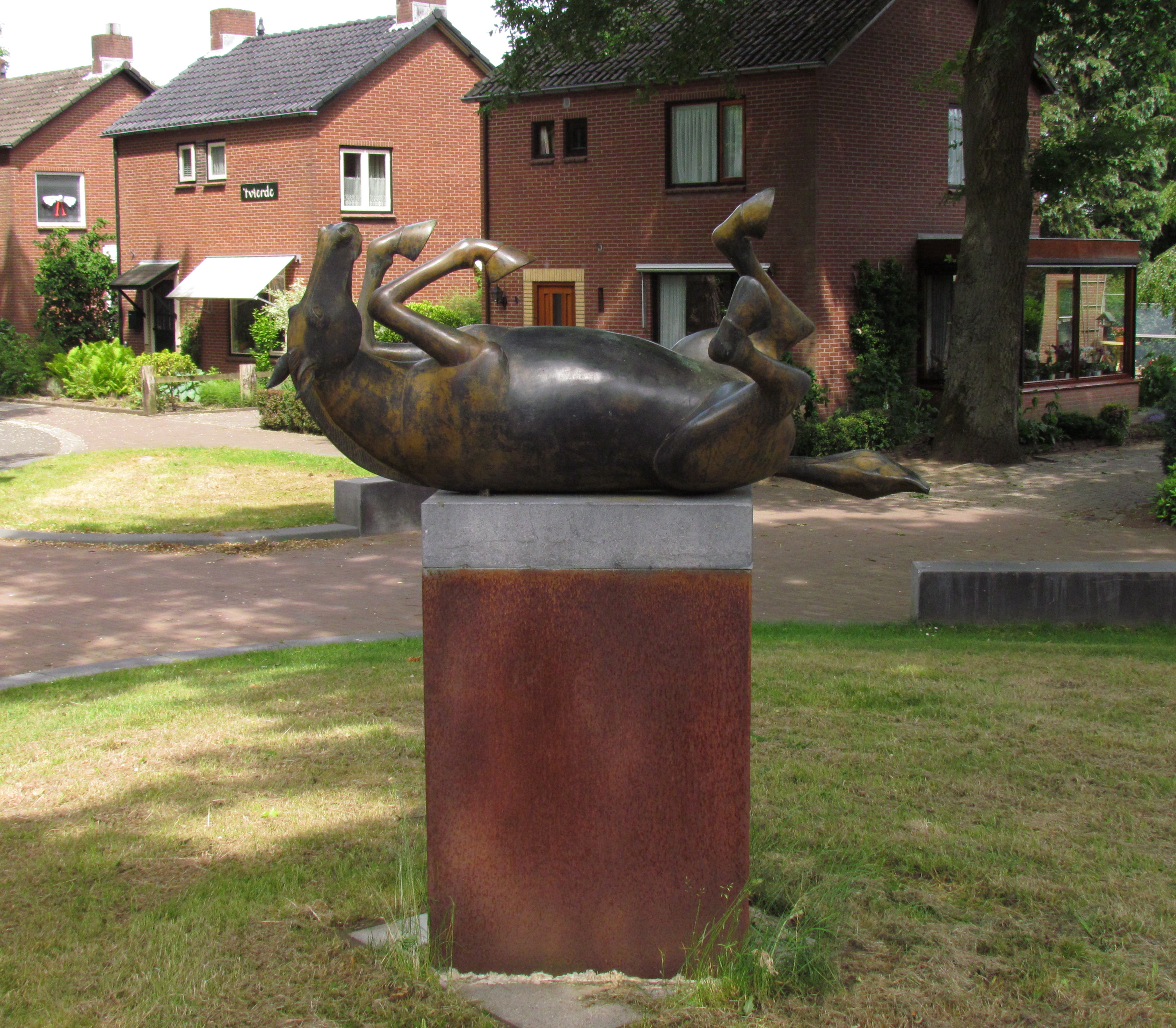